# Sugar Hill, Georgia
Sugar Hill är en stad (city) i Gwinnett County, i delstaten Georgia, USA. Enligt United States Census Bureau har staden en folkmängd på 18 980 invånare (2011) och en landarea på 27,4 km².